# Исаакиевский собор
Исаа́киевский собо́р (собор преподо́бного Исаа́кия Далма́тского) — крупнейший православный храм в Санкт-Петербурге. Расположен на Исаакиевской площади. Кафедральный собор Санкт-Петербургской епархии с 1858 по 1929 год. С 1928 года имеет статус музея (Государственный музей «Исаакиевский собор»).
Современное здание собора является четвёртым петербургским храмом в честь Исаакия Далматского, возведённым на месте собора, спроектированного Антонио Ринальди. Автором проекта четвёртого собора, которому предназначалось стать главной православной святыней империи, стал архитектор Огюст Монферран. Строительство курировал сам Николай I, председателем Комиссии по строительству собора был Карл Опперман. При возведении здания использовались новые для того времени строительные технологии, что повлияло на дальнейшее развитие архитектуры XIX и XX века. Сооружение здания и работы по его оформлению продолжались с 1818 по 1858 год. Исаакиевский собор считается самой поздней постройкой в стиле классицизма.
Освящён во имя преподобного Исаакия Далматского, почитаемого Петром I святого, так как император родился в день его памяти — 30 мая по юлианскому календарю.
Торжественное освящение 30 мая (11 июня) 1858 года нового кафедрального собора совершил митрополит Новгородский, Санкт-Петербургский, Эстляндский и Финляндский Григорий.
Зарегистрированная в июне 1991 года церковная община получила возможность совершать в соборе богослужения. Богослужения в Исаакиевском соборе проводятся ежедневно. Настоятель храма — митрополит Санкт-Петербургский и Ладожский Варсонофий (Судаков).

## История собора

### Первая Исаакиевская церковь
Первый храм был построен для Адмиралтейских верфей, на которых к 1706 году работало более 10 тысяч человек. Пётр I отдал приказание найти подходящее помещение для будущей церкви. Было выбрано здание большого чертёжного амбара, который находился на Адмиралтейском лугу, напротив ворот Адмиралтейства. Деньги на перестройку были выделены Канцелярией от строений города, принадлежавшей Адмиралтейскому ведомству. Для возведения церковного шпиля пригласили голландского архитектора Хармана ван Болоса. Здание было деревянным, одноэтажным, простой формы. На крыше располагались колокольня со шпилем и маленький купол с крестом над алтарём. Церковь была заложена в день Святого Исаакия Далматского в 1710 году, в том же году состоялась первая служба.
Здесь 19 февраля (1 марта) 1712 года венчались Пётр I и Екатерина Алексеевна. В походном журнале есть запись за этот день:

В наступившем году, уже не представлявшем ожидания невзгод, Пётр I обвенчался с Екатериной Алексеевной 19-го, во вторник, на всеядной неделе. Венчание его величества совершено утром в Исаакиевском соборе. В 10 часов утра высокобрачные при залпах с бастионов Петропавловской и Адмиралтейской крепости вступили в свой зимний дом.
Первая церковь была разобрана, когда стало ясно, что она слишком мала для быстро развивающегося города. Вторую церковь было решено построить возле Невы, всего в 20 м от берега, там, где позже вместо церкви был воздвигнут памятник Петру I, по другим источникам, церковь была сооружена немного восточнее этого места.

### Вторая Исаакиевская церковь
Вторая Исаакиевская церковь, в камне, была заложена в 1717 году, так как первая к тому времени уже обветшала. 6 (17) августа 1717 года Пётр I собственноручно заложил первый камень в основание новой церкви во имя Исаакия Далматского. Вторая Исаакиевская церковь строилась в стиле «петровского барокко» по проекту видного зодчего петровской эпохи Георга Маттарнови. После его кончины в 1719 году строительство возглавил Николай Гербель. К этому времени уже были исполнены фундаменты. Сохранилось донесение в Канцелярию от строений каменных дел мастера Якова Неупокоева: «По смерти архитектора Маттарнови поручено руководство постройки архитектору Гербелю, который не указывает, что делать, и в строении остановка». Гербель возвёл церковные своды, но, после того, как они из-за неудачных проектных решений треснули, руководство строительством было передано Гаэтано Киавери. Церковь достраивал каменных дел мастер Яков Неупокоев. Завершали отделку сначала Киавери (1725—1726), а затем Михаил Земцов (1728).
Церковь была трёхнефной, с боковыми притворами и впервые в России имела в плане форму латинского креста. Штукатурные фасады были почти лишены декора, боковые притворы членились пилястрами с капителями, их фронтоны украшали карнизы лаконичного профиля. Стены боковых фасадов членились двойными лопатками в четверть кирпича, расположенными между арочными окнами. Окна были остеклены зеркальным ямбургским стеклом — местный завод работал с тех времён, когда эти земли принадлежали Швеции. Под окнами, так же, как и под окнами Кунсткамеры и дворца царицы Прасковьи Фёдоровны, Гербель устроил ниши. Апсида, притворы, боковые нефы имели сводчатые кирпичные перекрытия. «Восьмерик на четверике», поставленный на перекрестье сводов, венчал восьмигранный купол со звездой. Шпиль на колокольне и купол были построены по проекту ван Болеса в 1724 году. Вальмовая крыша с горизонтальным изломом была покрыта железом по тёсу. Длина в плане составляла 28 саженей (60,5 м). Ширина от южных дверей до северных — 15 саженей (32,4 м), в других местах — 9,5 саженей (20,5 м).
По облику церковь напоминала Петропавловский собор, это сходство ещё более усиливалось благодаря стройной колокольне с часами-курантами в третьем ярусе, привезёнными Петром I из Амстердама вместе с часами для Петропавловского собора. Высота шпиля колокольни почти равнялась высоте шпиля башни Адмиралтейства.
Колокольня была высотой 12 саженей и 2 аршина (27,4 м), шпиль — 6 саженей (13 м). Лукообразный шпиль был увенчан флюгером — позолоченным ангелом, держащим крест (флюгер Петропавловского собора — крест, на котором стоит ангел).
Сохранились пять подписанных Гербелем архитектурных листов. Среди них — четыре варианта иконостаса, единственные дошедшие до нас эскизы алтарей петровского времени. Резной золочёный иконостас, подобный иконостасу в Петропавловском соборе, был выполнен в московской мастерской Ивана Зарудного. В 1763 году перед сносом церкви он был разобран и отправлен на хранение в один из храмов, о дальнейшей его судьбе ничего не известно.
26 июня 1733 года от удара молнии сгорела колокольня, восстановительные работы вёл ван Болес. В том же 1733 году колокольня была отстроена, а в следующем были сделаны и часы для церкви. В мае 1735 года удар молнии вызвал пожар в церкви, и она серьёзно пострадала. Так, например, описывает положение дел в церкви кабинет-министр граф Андрей Остерман, просящий 28 мая (8 июня) 1735 года позволение у Синода устроить у него в доме церковь для своей больной жены и определить туда священника:

Церковь Исаакия Далматского, у которого дом мой в приходе обретается, в недавнем времени погорела и службы в ней не токмо литургии, но и вечерень, и утрень, и часов, ныне нет.

Уже в июне того же года была составлена смета на исправление церкви. На эти цели было выделено две тысячи рублей, а руководить работами был назначен майор Любим Пустошкин. В соответствующем указе говорилось:

Церковь Исаакия Далмацкого, как скоро возможно начать ныне, хотя только над алтарём в скорости покрыть досками, а потом и над всею тою церковию подрядить делать стропила и крыши, дабы нынче в ней могла быть служба.

В результате ремонта по проекту и под наблюдением архитектора Пьетро Трезини отстроили заново стены и галереи, вместо железа купол был покрыт медью, а своды заменены каменными. В церкви вновь стали проходить богослужения. Но при производстве работ стало ясно, что из-за осадки грунта храму требуется бо́льшие исправления или даже совершенная перестройка.
Расположение церкви рядом с Невой (на месте, называемым при Петре I "Голландией", так как там хранился ранее корабельный лес для Адмиралтейства по голландскому способу – вертикально на торцах), берег которой ещё не был укреплён, было неудачным — к такому выводу пришла экспертиза архитектора Адмиралтейской коллегии Саввы Чевакинского. Вода из Невы, а также вода, сбрасываемая из «Адмиралтейского дома», подмывала фундамент здания. По одним источникам, Чевакинский констатировал невозможность сохранения здания и церковь решили разобрать и построить новую дальше от берега. По другим, работы по перестройке церкви велись на прежнем месте.

### Третий Исаакиевский собор
Указом Сената от 15 июля 1761 года Савве Чевакинскому было поручено проектирование нового здания. Проект не был воплощён, но именно Чевакинскому принадлежит идея переноса церкви дальше от реки — в одном из вариантов место для неё было выбрано там, где находится современный собор.
Екатерина II одобрила идею воссоздания колокольни Исаакиевского собора, но в прежних формах, не принимая во внимание проект Чевакинского, в котором предлагался совершенно иной облик собора. Вскоре Чевакинский подал в отставку. В 1766 году был издан указ о начале работ на новой строительной площадке, намеченной Чевакинским. 19 января 1768 года Екатерина II подписала указ «Об изготовлении мрамора и дикого камня на строение Исаакиевской церкви в Кексгольмском уезде погостах Сердобольском и Рускеальском с устройством там шлифовальных мельниц». Торжественная закладка здания состоялась 8 августа 1768 года, и в память об этом событии была выбита медаль.
Новый проект собора был разработан Антонио Ринальди. Здание по замыслу архитектора имело пять сложных по рисунку куполов и высокую стройную колокольню. Стены по всей поверхности облицовывались мрамором. Обстоятельства сложились так, что Ринальди не смог завершить начатую работу. Здание было доведено лишь до карниза, когда после смерти Екатерины II строительство прекратилось, и Ринальди уехал за границу.
Вступивший на престол Павел I поручил архитектору Винченцо Бренне срочно завершить работу. Бренна приступил к работе 1 апреля 1798 года. Поначалу архитектор предполагал следовать проекту Ринальди, но вскоре, из-за отсутствия средств, архитектор был вынужден исказить проект Ринальди. К тому моменту собор был возведён до основания барабанов куполов. Бренне пришлось уменьшить размеры верхней части здания и главного купола и отказаться от возведения четырёх малых куполов, а также уменьшить высоту колокольни на один ярус. Мрамор для облицовки верхней части собора был передан на строительство резиденции Павла I — Михайловского замка. Собор получился с искажёнными пропорциями, приземистым, со странным сочетанием роскошного мраморного цоколя и кирпичных стен.
Это сооружение вызывало насмешки и горькую иронию современников. Широкое распространение получила в разных вариантах следующая эпиграмма:
Се памятник двух царств,

Обоим столь приличный:

На мраморном низу

Воздвигнут верх кирпичный.
Авторство её приписывалось А. Д. Копьеву и называлось как одна из возможных причин его ареста и высылки из столицы в 1797 году. По другой версии, восходящей к запискам Я. И. де Санглена, эпиграмму сочинил некий морской офицер Акимов и при попытке прикрепить листок с четверостишием к фасаду собора был арестован, а дальше по приказу императора его фаворит генерал Обольянинов и адмирал Балле распорядились отсечь ему язык и уши и отправить в Сибирь.
В различных вариантах петербуржцы пересказывали опасную эпиграмму:
Сей храм покажет нам,

Кто лаской, кто бичом,

Он начат мрамором,

Окончен кирпичом.
Позднее, при императоре Александре I, когда при исполнении окончательного монферрановского варианта собора стали разбирать кирпичную кладку, фольклор откликнулся на это новой эпиграммой.
Сей храм трёх царствований изображение:

Гранит, кирпич и разрушение.
30 мая 1802 года третий Исаакиевский собор был завершён и освящён. Уже вскоре после его постройки сложилось мнение, что здание необходимо перестроить.

### Современный Исаакиевский собор
В 1809 году был объявлен конкурс на возведение нового храма. Непременным условием ставилось сохранение трёх освящённых алтарей существующего собора. Программу конкурса, утверждённую Александром I, составил президент Академии художеств граф Александр Строганов. В ней говорилось:

Изыскать средство к украшению храма… не закрывая… богатой мраморной его одежды… приискать форму купола, могущую придать величие и красоту столь знаменитому зданию… придумать способ к украшению площади, к сему храму принадлежащей, приведя окружность оной в надлежащую правильность.

В конкурсе приняли участие архитекторы Андреян Захаров, Андрей Воронихин, Василий Стасов, Джакомо Кваренги, Чарлз Камерон и другие. Но все проекты были отвергнуты Александром I, так как авторы предлагали не перестройку собора, а строительство нового. В 1813 году на тех же условиях опять был объявлен конкурс, и вновь ни один из проектов не удовлетворил императора. Тогда в 1816 году Александр I поручил приехавшему из Испании инженеру Августину Бетанкуру, председателю только что образованного «Комитета по делам строений и гидравлических работ», заняться подготовкой проекта перестройки Исаакиевского собора. Бетанкур предложил поручить проект молодому архитектору Огюсту Монферрану, незадолго до этого приехавшему из Франции в Россию. Чтобы показать своё мастерство, Монферран сделал 24 рисунка зданий различных архитектурных стилей (впрочем, технически никак не обоснованных), которые Бетанкур и представил Александру I. Императору рисунки понравились, и вскоре был подписан указ о назначении Монферрана «императорским архитектором». Одновременно ему поручалась подготовка проекта перестройки Исаакиевского собора с условием сохранить алтарную часть существующего собора.

#### Проект 1818 года. Начало строительства
В 1818 году Монферран, следуя указанию Александра I, составил проект, который предусматривал сохранение большей части ринальдиевского собора (алтарной части и подкупольных пилонов). Разборке подлежали колокольня, алтарные выступы и западная стена ринальдиевского собора, сохранялись подкупольные опорные пилоны южной и северной стен. С северной и южной сторон предполагалось возвести колонные портики. Собор должны были венчать один большой купол и четыре малых по углам. Высота сводов оставалась прежней, и это обстоятельство усложнило разработку проекта, а общая композиция здания отличалась диспропорцией: монументальный портик, большая центральная глава, дополненная поставленными по углам малыми «придавили» его. Проект собора в этом виде был утверждён императором в 1818 году. В издании своего проекта от 1820 года Монферран поместил изображение интерьера собора, дающее неверное представление о его внутренней перспективе: барабан с подоконными нишами не был бы виден с того места, где находится зритель.
Как отмечает в своей монографии Н. П. Никитин, Монферран при создании проекта взял за образцы здания парижских Пантеона (купол с колоннадой, портик, решение внутренней обработки) и Дома инвалидов (конструкция перекрытия купола). Проект Монферрана (в части архитектурной композиции, но не декора здания) представлял собой не оригинальное произведение, а компиляцию, что было в обыкновении у многих, даже самых крупных архитекторов того времени.
Стремясь сохранить собор Ринальди, Монферран предусмотрел увеличение размеров здания только в направлении восток-запад, таким образом, в плане оно стало прямоугольным с соотношением сторон 4 к 7. Четыре новых пилона увеличили ширину здания на ширину поперечного нефа. С учётом же новых портиков в плане получился почти равноконечный крест. Два старых пилона, получивших усиление с западной стороны, и два новых становились опорой для купола. Ринальди запроектировал главу с диаметром, равным стороне квадратного основания, Монферран поставил на то же основание новую главу, диаметр которой равнялся уже диагонали квадрата. Таким образом, барабан новой главы повисал над сводами боковых нефов. Вместе с колоннами, окружавшими барабан, диаметр новой главы был на две трети больше, чем главы ринальдиевской.
Руководство строительством возлагалась на специальную комиссию. Её председателем был член Государственного совета граф Н. Н. Головин, членами — министр внутренних дел О. П. Козодавлев, министр духовных дел и народного просвещения князь А. Н. Голицын, инженер А. Бетанкур.
Организация работ, вся хозяйственная часть строительства возлагалась на комиссию (согласно положению о комиссии, утверждённому лишь в июле 1820 года), руководство собственно строительными работами, решение всех технических вопросов и руководство действиями архитектора — на Бетанкура. Контроль за качеством материалов доверялся архитектору. Для их приёмки и хранения назначался особый комиссар. Бетанкур, занятый работой на других объектах, часто отлучавшийся из Петербурга, ограничился посещением заседаний комиссии и решением вопросов по устройству оснований и фундаментов здания.
26 июня 1819 года состоялась торжественная закладка нового собора.

#### Работа комитета по рассмотрению замечаний Модюи
В 1820 году Монферран выпустил альбом с 21 гравированной таблицей. К двум своим планам, оставшимся без изменений, он добавил продольный разрез, генеральный план, проект церкви, разработанный Ринальди, а также проекты стенной живописи, два перспективных вида и изображение интерьера. Проект снова привлёк внимание специалистов. С его резкой критикой вступил архитектор А. Модюи, бывший одним из членов «Комитета по делам строений и гидравлических работ». 20 октября 1820 года он представил записку в Академию художеств с замечаниями к проекту 1818 года. К записке прилагались чертежи, демонстрирующие ошибки Монферрана.
Модюи ходатайствовал о прекращении всех строительных работ, кроме каменотёсных и по разборке тех частей сооружения, которые были предназначены к сносу. 14 июня 1821 года на заседании Академии художеств было объявлено о создании специального комитета по рассмотрению замечаний Модюи. На первом заседании комитета (в августе 1821 года) были заслушаны два письма Модюи (Голицыну об остановке работ и Оленину о вопросах, поднятых в замечаниях к проекту, требующих первоочередного рассмотрения), его записка и возражения на неё Монферрана. Было решено рассмотреть утверждённые планы, фасады и разрезы здания и обследовать само здание в присутствии Монферрана. Первый осмотр постройки состоялся 15 августа.
Суть замечаний Модюи, имевших большой резонанс, сводилась к трём основным пунктам: сомнения в прочности фундамента, опасность неравномерной осадки здания и неправильное проектирование купола, размер которого превышал допустимые пределы и возможность обвала купола, опирающегося на разные по времени постройки пилоны.
По мнению Модюи, Монферран не имел должной квалификации и опыта для работы над таким серьёзным проектом и, приступая к нему, не понимал, с какими трудностями сопряжено его воплощение. Далее Модюи отмечал, что, приступив к перестройке здания, Монферран не имел должного представления о существующих фундаментах, не знал, на какую глубину нужно будет закладывать новые, и собирался их выполнить из бутовой плиты — способом, не подходящим для такого сложного сооружения. Согласно ответу Монферрана, он осматривал фундаменты под северным углом здания, а также с одним из членов комиссии исследовал погреба. В вопросе о забивке свайного фундамента под оба крыльца вновь сооружаемых портиков, что, по мнению Модюи, было излишним и повлекло за собой «ненужный крупный расход», комитет счёл действия архитектора верными.
Как считал Модюи, четыре пилона, на которые опирался фонарь с куполом третьего собора, оставить было «почти невозможно», так как фундамент под «вспомогательными опорами» не выдержит нагрузки существующих пилонов. Два старых пилона и два вновь сооружённых, по замыслу Монферрана, должны служить опорой для нового фонаря и купола. Модюи указывал, что пилоны, сооружённые в разное время, будут иметь неравномерную осадку. Комитет посчитал, что при сохранении под существующими пилонами старых фундаментов возведение тяжёлого каменного купола небезопасно по причине неравномерной осадки.
Узнав о выводах комитета, Александр I поручил ему заняться исправлением проекта, соблюдая при этом условие «сохранения, если так можно, существующих стен, а более того старых и новых фундаментов». Также предписывалось сохранить основные черты проекта Монферрана — пять глав и колонные портики. Решение внутреннего пространства собора, главного купола, освещённости здания предоставлялось на усмотрение комитета. Монферрану разрешалось участвовать в работе на общих основаниях. В этом конкурсе помимо самого Монферрана участвовали архитекторы В. П. Стасов, А. И. Мельников, А. А. Михайлов-старший и другие.
По итогам конкурса Комитет не смог принять никакого решения: проекты были переданы на рассмотрение Александру I. Последний, вероятно, понял, что поставил перед архитекторами неразрешимую задачу, и не дал никаких распоряжений. В работе Комитета наступил перерыв, продолжавшийся до февраля 1824 года, когда появился указ о продолжении проектных работ. В нём снова были повторены условия императора, уступкой стало разрешение изменить удлинённый план (предложенный Монферраном) на квадратный, что давало некоторый простор для работы архитекторам, но требовало демонтажа части уже построенного фундамента. Разрешено было также разобрать восточные пилоны, что способствовало увеличению подкупольного пространства и созданию конструктивно верной связи барабана с куполом. Таким образом начался второй этап конкурса на исправление проекта, в котором принял участие и сам Монферран. Он изучил конкурсные проекты и переработал свой, взяв некоторые решения из проектов Михайлова 2-го и Стасова, а также предложил свои идеи, исправляя ошибки прежнего проекта. Императору исправленный проект Монферрана был предоставлен 9 марта 1825 года, он и был утверждён 8 апреля этого же года.

#### Проект 1825 года
Новый проект Монферрана, исправленный и дополненный, был снова признан лучшим и утверждён Александром I 13 апреля 1825 г. Комиссия по строительству была реорганизована — в неё вошли члены упразднённого комитета по рассмотрению замечаний Модюи. Были учтены ошибки прошлых лет: работы по возведению собора уже не велись широким фронтом, разрабатывались рабочие чертежи (чего ранее не делалось), составлялись календарные планы и сметы (ориентировочные, сроком на один год, общая же стоимость строительства так и не была определена). В новом проекте был увеличен главный купол, а четыре малых звонницы фиксировали углы центрального квадрата. Лёгкая удлинённость базиликального плана с тремя нефами была искусно замаскирована четырьмя симметричными портиками. В результате храм приобрёл более традиционный для православия пятиглавый вид, но внешняя симметрия далась ценой потери выступа алтарной апсиды в восточной части. Монферран учёл советы и замечания крупнейших русских архитекторов, инженеров, скульпторов и художников. По его новому проекту собор оформлялся четырьмя колонными портиками (в проекте 1818 года их было лишь два — южный и северный). Центральная часть собора подчёркивалась подкупольным квадратом, образованным четырьмя новыми опорными пилонами, поставленными шире остальных. Благодаря этому главный купол чётко вписывался в квадрат пилонов и исключалось его провисание. По углам основного объёма устанавливались четыре колокольни, как бы врезанные в стены. Теперь они располагались ближе к центральному куполу, чем в предыдущем проекте. Этим ещё более усиливалось квадратное построение собора, его общий вид стал более компактным, уравновешенным, центральный купол стал главенствовать в композиции. Симметричные портики позволили объединить главный с художественной точки зрения северный фасад, обращённый к Неве и Медному всаднику, и основной, по канонам церкви, западный фасад, где находится вход в храм. Северный и южный портики с тремя рядами колонн (в отличие от однорядных западного и восточного) повторяют по идее Монферрана в увеличенном размере колонный портик римского Пантеона (118—120 гг. н. э.) как самого знаменитого сооружения античности. По распоряжению президента Академии художеств А. Н. Оленина, поддержавшего эту идею, из Рима выписали слепки капителей коринфского ордера Пантеона, они прибыли в Петербург в 1828 году.

#### Строительство собора
Работы по сооружению фундамента начались ещё в 1818 году, по первому проекту Монферрана. Сложные технические вопросы должен был решать Бетанкур, но, занятый на строительстве других объектов вне Петербурга, он не мог входить во все проблемы, возникающие по ходу строительства. Таким образом, Монферран, не бывший инженером, на которого изначально были возложены авторский контроль за качеством материалов и строительства работ, был поставлен в сложное положение. В сферу его обязанностей не входили вопросы снабжения и организации строительных работ, и он добивался у Комиссии расширения полномочий и большей самостоятельности, к 1819 году это ему удалось.
Строительство началось с разборки существующих полукруглых апсид и подготовительных работ для возведения новых частей фундамента. Монферран подчёркивал, что новые фундаменты нужно возвести до уровня гранитной базы, обеспечивая таким образом равномерную осадку здания. На первый год строительства он запросил 506 300 рублей, предполагая, что в течение лета будет добыто достаточно камня для возведения в следующем году фасадов здания до уровня антаблемента.
Под новые части фундамента были вырыты траншеи, из которых выкачивали воду. Затем в грунт вертикально вбивали просмолённые сосновые сваи диаметром 26—28 см и длиной 6,5 м. Расстояние между сваями в точности соответствовало их диаметру. Сваи забивали в землю тяжёлыми чугунными бабами с помощью во́ротов, приводимых в движение лошадьми. По каждой свае делали десять ударов. Если после этого свая не входила в землю, то её с разрешения смотрителя обрезали. После этого все траншеи были соединены между собой и залиты водой. Когда вода замёрзла, сваи были спилены под один уровень, рассчитанный от поверхности льда. По словам Монферрана, под фундамент было забито 12 130 еловых свай.
При устройстве фундамента Монферран применил сплошную кладку, так как считал, что «для фундаментов крупных зданий сплошная кладка предпочтительнее любого другого вида его выполнения, особенно… если здание строится на плоском и болотистом грунте…» Это позволило также лучшим способом связать старый ринальдиевский фундамент с новым и в значительной мере гарантировало здание от опасных последствий осадки.
Вырубку гранитных монолитов для колонн собора вели в каменоломне Пютерлакс недалеко от Выборга. Эти земли принадлежали помещице фон Экспарре. Преимуществами именно этого места для каменоломни были большой запас гранита, близость Финского залива с глубоким фарватером и почтового тракта. Вот что отметил в своём дневнике Монферран, впервые посетив каменоломню: «Удивление, которое мы испытывали, когда увидели… гранитные скалы, было, конечно, велико, но оно сменилось прямо восхищением, когда позже мы любовались в первом карьере семью необработанными ещё колоннами…»
Работами на каменоломне вначале руководил купец Самсон Суханов, который участвовал также в работах по созданию Ростральных колонн и Казанского собора. Суханов по договору от января 1819 года выступал как производитель работ, однако уже в мае этого же года часть подряда на заготовку колонн была передана купцу Шихину. Позднее подряд был полностью отдан Шихину. В сентябре 1820 года первая колонна для собора была доставлена в Петербург.
Метод выломки монолитов гранита, применявшийся в Пютерлаксе, описан в 1824 году Олениным, который посещал ломки вместе с Монферраном и Стасовым. На отвесной гранитной скале находились подходящие по размеру монолиты (длиной не менее 8 саженей и шириной в 1 или 2, если из монолита предполагалось изготовление двух колонн) без видимых недостатков. Слои гранита в Пютерлаксе разделялись между собой прослойками земли (их называли рупазами) шириной около полудюйма. Отмечался контур заготовки, затем по ширине будущей колонны «сверлили» отверстия железными бурами с заострёнными концами (их длина колебалась от 3/4 до 2 саженей). «Сверление» происходило следующим образом: один рабочий удерживал и поворачивал бур, двое других били по буру тяжёлыми кувалдами до отделения заготовки от скалы по рупазу. По контуру, отмечавшему длину будущей колонны, сверлились отверстия глубиной до рупаза, расстояния между ними оставляли в 5—6 вершков. В отверстия забивали порох и пыжи и отделяли монолит по длине колонны пороховыми взрывами. Далее «по горизонтальной поверхности скалы» вбивались железные клинья, рабочие били по ним, пока заготовка не отделялась и не падала на подготовленные леса у подошвы скалы. Оленин отмечал, что работа по отделению гранитных масс была трудной и медленной.
Отделённая гранитная масса обследовалась на предмет отсутствия дефектов и соответствия размерам. Затем заготовке для колонн придавалась вчерне «круглая форма» с помощью молотов. Транспортировка из каменоломни осуществлялась на плоскодонных судах, специально для этого изготовленных на заводе Чарльза Берда. Монолиты колонн скатывали на морской берег, где их грузили на баржи. Каждое судно буксировали два парохода до пристани в Петербурге. Там монолиты выгружали и перевозили по специальному рельсовому пути на строительную площадку для их окончательной обработки. Применение этого рельсового пути на строительной площадке стало первым в России.
Часто посещая ломки, Монферран отмечал: «Добывание гранитов, труд сего рода во всех иных местах не весьма обыкновенный, встречают в России очень часто и весьма хорошо разумеют… работы, возбуждающие наше удивление к произведениям древности, здесь не что иное суть, как ежедневное дело, которому никто не удивляется».
Бойка свай, фундаменты под четырьмя башнями, восточным и западным портиками, стилобаты северного и южного портиков были завершены в 1826 году. Следующим этапом строительства было возведение портиков до постройки стен собора. Такое решение архитектора, противоречащее общепринятой практике, обуславливалось сложностью установки гранитных колонн.
Бетанкур ещё в 1822 году спроектировал леса и механизмы для подъёма колонн Исаакиевского собора, они не были использованы Монферраном, так как строительные работы были приостановлены. По проекту Бетанкура была создана система механизмов, с помощью которой Монферран установил в 1832 году Александровскую колонну на Дворцовой площади. Чертежи лесов были выполнены для каждого портика отдельно, подписаны Монферраном, а также архитекторами Глинкой и Адамини, утверждены 15 июня 1828 года.
Для подъёма колонн были построены специальные леса, состоявшие из трёх высоких пролётов (для больших портиков) или одного пролёта (для малых), образованных вертикальными стойками, перекрытыми балками. В стороне были установлены 16 чугунных во́ротов-кабестанов, на каждом из которых работало по восьмеро человек. Колонну обшивали войлоком и циновками, обвязывали корабельными канатами и вкатывали в один из пролётов лесов, а концы канатов через систему блоков закрепляли на кабестанах. Рабочие, вращая во́роты, приводили монолит в вертикальное положение. Установка одной 17-метровой колонны диаметром 1,8 метра и массой 114 тонн занимала около 40—45 минут. Монферран в своих записях отмечал, «что деревянная конструкция лесов… столь совершенна, что при всех сорока восьми установках колонн ни разу не было слышно даже простого скрипа».
Первая колонна (крайняя справа в северном портике) была установлена 20 марта 1828 года в присутствии царской семьи, иностранных гостей, многих архитекторов, специально приехавших для этого торжества, и простых горожан, заполнивших площадь и крыши окрестных домов. Под основание колонны была заложена платиновая медаль с изображением Александра I. Сооружение портиков завершилось к осени 1830 года.
Затем началась постройка опорных пилонов и стен собора. В кирпичную кладку на известковом растворе для большей прочности делались гранитные прокладки и металлические связи различного профиля. Стены и пилоны выкладывались одновременно по всему периметру. Решение Монферрана выполнить кладку пилонов с чередованием рядов из кирпича и тёсаного гранита было новаторским, как отмечают Ротач и Чеканова, таким образом создавалась «идеальная опорная конструкция». Прокладные ряды из гранита, имеющие в плане различную конфигурацию, обеспечили передачу давления по чисто вытесанным горизонтальным и вертикальным поверхностям.
Толщина стен составляла от 2,5 до 5 м. Толщина наружной мраморной облицовки составляла 40—50 см, внутренней — 15—20 см. Она выполнялась одновременно с кирпичной кладкой, с помощью железных крючьев (пиронов), вставленных в специально высверленные для этого отверстия. Для устройства кровли были изготовлены стропила из кованого железа. Внутри южной и северной стен устроили вентиляционные галереи. Для естественного освещения собора над галереями аттика сделали световые галереи.
В 1836 году возведение стен и пилонов было завершено и началось сооружение перекрытий. Построенные кирпичные своды имеют толщину от 1,1 до 1,25 м и опираются на шесть пилонов. Помимо конструктивных кирпичных сводов были ещё сделаны декоративные, представлявшие собой железный каркас, покрытый металлической сеткой и облицованный искусственным мрамором. Между декоративными и конструктивными сводами оставлено пространство высотой в 30 см. Такое двойное перекрытие сводов является характерной особенностью собора, не встречавшейся ранее в других церковных сооружениях России и Западной Европы.
В 1837 году, когда было завершено основание купола, началась установка 24 верхних колонн. Колонны поднимались наверх по наклонному настилу — системе аркбутанов, которые опирались с одной стороны на основание колоннады, с другой — на стены и пилоны. Подъём вёлся с помощью специальных тележек. Для поворота колонн использовались приспособления из двух чугунных кругов, в борозду нижнего из которых вставлялись шары.
Следующим этапом строительства собора было сооружение купола. Монферран стремился максимально облегчить купол без потери прочности. Для этого он предложил сделать его не кирпичным, как было предусмотрено проектом 1825 года, а полностью металлическим. Расчёты купола выполнил инженер П. К. Ломновский. Отливка металлоконструкций купола проводилась на заводе Чарльза Берда. При этом было использовано 490 тонн железа, 990 тонн чугуна, 49 тонн меди и 30 тонн бронзы. Купол Исаакиевского собора стал третьим куполом в мире, выполненным с применением металлических конструкций и оболочек (после башни Невьянского завода на Урале, построенной в 1725 году, и купола Майнцского собора — в 1828-м). Образцом послужил купол лондонского Собора Святого Павла, спроектированный Кристофером Реном. Но Монферран, заимствовав конструкцию, выполнил её из других материалов.
Конструктивно купол состоит из трёх взаимосвязанных частей, образованных чугунными рёбрами: нижней сферической, средней — конической и наружной — параболической. Металлический каркас составлен из 24 рёбер двутаврового сечения. Полоса, соединяющая полки двутавра, перфорирована. Соединения частей каркаса были выполнены на болтах. Диаметр наружного свода составляет 25,8 м, нижнего — 22,15 м. Пространство между фермами для утепления было заложено пустотелыми гончарными горшками конической формы на перемычках из кирпича с заливкой промежутков между ними цемянкой из извести с расщебёнкой. Для сводов потребовалось около 100 тысяч таких горшков. Горшечные своды улучшают акустику храма и значительно легче кирпичных, но, как отмечает Никитин, купол от промерзания не предохраняют.
Теплоизоляцию горшечных сводов выполнили из войлока и коровьей шерсти с заливкой смолой и гарпиусом (сосновой канифолью). Войлок, в свою очередь, покрыли известково-песчаным раствором, который был окрашен масляной краской. Открытые части металлических конструкций были защищены также войлоком. Внутренний конический купол покрыт медными листами, окрашенными в голубоватый тон, с большими бронзовыми лучами и звёздами, создавшими эффектную картину ночного неба. Снаружи купол покрыт плотно пригнанными друг к другу медными позолочёнными листами.
Золочение куполов собора в 1838—1841 годах проводилось методом огневого золочения. В процессе получили отравление парами ртути и скончались 60 мастеров. По сообщениям современников, от 60 до 120 человек (вероятно, имелись в виду не только работы по золочению купола, но и золочение деталей интерьера), погибли от ртутного отравления при строительстве собора. Впоследствии золочение не очень больших деталей проводилось безопасным методом гальванопластики. Всего в строительстве собора приняло участие 400 000 рабочих — государственных и крепостных крестьян. Судя по документам того времени, около четверти из них умерло от болезней или погибло в результате несчастных случаев. Общие затраты на строительство составили свыше 23 млн рублей серебром. К 1842 году здание собора было в основном окончено, начались работы по оформлению, продолжавшиеся шестнадцать лет.
Длительный срок строительства собора (40 лет) современники Монферрана объясняли тем, что некий прорицатель предсказал архитектору смерть сразу после окончания строительства Исаакиевского собора. Поэтому архитектор не спешил со строительством. Монферран действительно прожил чуть меньше месяца после освящения собора.

#### Проекты оформления интерьера собора. Кленце и Монферран
В процессе проектирования внутреннего убранства собора Монферран совершил три поездки в Западную Европу, чтобы изучить на месте разные типы интерьеров храмов (первый раз он был в Италии в 1806 году в составе наполеоновской армии). В 1842 году как архитектор России он посетил Флоренцию и Рим, внимательно изучал собор Святого Петра в Ватикане. В 1845 году был в Карраре, Генуе и снова во Флоренции и Риме. В 1851 году — в Карраре, где наблюдал за изготовлением мраморных деталей для Исаакиевского собора. Эклектизм мышления новой эпохи историзма проявился и в составленном Монферраном «Архитектурном, художественном и историческом описании Исаакиевского собора», в котором он попытался воссоздать историю архитектуры христианских храмов и представить свой проект как наиболее полный, впитавший все предыдущие достижения. Однако ещё ранее, вероятно, у императора возникли сомнения в способности Монферрана создать презентативный проект оформления внутреннего убранства собора. Когда в 1839 году, в связи с заказом на проектирование здания Нового Эрмитажа Лео фон Кленце посетил Петербург, император Николай I поручил ему составить свой проект убранства Исаакиевского собора. Кленце раскритиковал проект Монферрана и, в частности, предложил росписи в технике энкаустики поручить немецкому живописцу Петеру фон Корнелиусу, устройство витража в алтарной части и даже конструктивные изменения в уже построенном соборе. Возникал конфликт. Монферран рассылал возмущённые письма. Во время заграничного путешествия 1842 года Монферран, помимо Италии, посетил Лондон и Париж (ради изучения интерьеров собора Святого Павла и церкви Святой Женевьевы). На обратном пути он отправился в Мюнхен, встретился с Кленце и сумел убедить его в преимуществах собственного проекта. Император Николай I согласился с предложениями Монферрана, и из проекта Кленце был реализован лишь витраж алтарной части, изображающий воскресшего Спасителя в рост.

#### Отделочные работы
Работы над оформлением интерьера начались в 1841 году, в них приняли участие знаменитые художники (Фёдор Бруни, Карл Брюллов, Иоганн Конрад (Кондрат) Дорнер, Иван Бурухин, Василий Шебуев, Франц Рисс) и скульпторы (Иван Витали, Пётр Клодт, Николай Пименов). Руководство живописными работами было возложено на ректора Петербургской Академии художеств профессора В. К. Шебуева, проект декора и общая концепция росписей разрабатывались Монферраном, рассматривались Синодом и утверждались императором.
Одной из главных проблем стал выбор техники исполнения живописных панно. По первоначальному предложению Кленце (с ним был согласен Николай I), росписи собора должны были выполняться в технике энкаустики. Однако Бруни, привлечённый к обсуждению способа исполнения будущих росписей, после консультаций с Кленце, прошедших в начале 1842 года в Мюнхене, сделал доклад, в котором указал, что эта техника живописи совершенно непригодна для климатических условий Петербурга. Опираясь на мнение реставратора Валати, Бруни высказался за масляную живопись на холсте, обрамлённую медными рамами с дном. Монферран также склонялся в пользу масляной живописи. Бруни поручили выполнить образец росписи энкаустикой по меди, однако вскоре было решено расписывать стены собора масляными красками по специальному грунту, а образа исполнить маслом на бронзовых досках.
В это же время по подсказке Монферрана П. Кривцовым был составлен доклад о желательности учредить русское мозаичное производство, которое не было поддержано Академией художеств. Однако 12 августа 1845 года Николай I «повелел прекратить писание икон для Исаакиевского собора на трудно поддававшихся изготовлению медных досках, приказал писать на холстах и постановил „учредить мозаичное заведение для изображения после сих икон мозаикою“».
Согласно распределению работ Брюллов должен был расписать главный купол (самая большая композиция площадью 800 квадратных метров) и паруса в центральном нефе, Бруни — коробовый свод и аттик главного нефа, Дорнер — 12 икон, содержащих 28 изображений, для боковых частей большого иконостаса, Басин — приделы Александра Невского и св. Екатерины. Западная часть собора была отведена под сюжеты на темы из Ветхого завета, восточная — эпизодам из жизни Христа. Шесть картин написал итальянский живописец Чезаре Муссини.
Высокая влажность в помещении собора препятствовала созданию грунта, стойкого к неблагоприятным внешним воздействиям. Стену под роспись штукатурили, зачищали пемзой, нагревали жаровнями до 100—120 градусов и наносили на неё несколько слоёв мастики. Невысокое качество основы для живописи стало причиной того, что в некоторых случаях её приходилось удалять, а художникам заново переписывать картины. В отдельных местах грунт отставал от штукатурки. В своём письме от 24 декабря 1849 года Бруни отмечал, что роспись по свежим грунтам невозможна из-за выступающей впоследствии на поверхность живописи из стены «селитряной окиси». Устойчивый состав был создан только в 1855 году, за три года до завершения живописных работ в соборе.
Так как в соборе из-за перепада температур, высокой влажности и отсутствия вентиляции сложились неблагоприятные условия для сохранения росписей в первозданном виде, при декорировании внутренних помещений с 1851 года было решено (на этом настоял император Николай I) для оформления интерьера использовать мозаику. Смальта для Исаакиевского собора производилась в мозаичной мастерской Академии художеств; 7 декабря 1864 года на 3-й линии Васильевского острова, в специальном здании, появилось учреждение, позже названное «Императорским Мозаическим заведением», которым руководил Ю. П. Бонафеде. Мозаичные иконы для Исаакиевского собора на тот момент создавали его работники: М. А. Хмелевский, академик Н. М. Алексеев, И. Д. Бурухин, М. И. Щетинин, Г. М. Агафонов, Ф. Ф. Гартунг, А. Н. Фролов, Н. М. Голубцов, М. П. Муравьёв, П. С. Васильев, В. А. Колосов, Е. Г. Солнцев и И. С. Шаповалов.
Создание мозаичных панно продолжалось до начала Первой мировой войны. При создании шестидесяти двух мозаик собора было использовано более 12 тысяч оттенков смальты, фоны набирались из золотой смальты (канторели). Мозаичные образы выполнялись с оригиналов Т. А. Неффа.
Мозаикой заменили картину С. А. Живаго «Тайная вечеря», росписи парусов главного купола, аттика («Поцелуй Иуды», «Се человек», «Бичевание», «Несение креста» Басина) и пилонов. Мозаичные картины собора экспонировались на лондонской Всемирной выставке 1862 года, где получили высокую оценку.
Для храма была изготовлена новая гробница. За образец взяли гробницу храма Спаса на Сенной (автор — ювелир Фёдор Верховцев).
По предложению Лео Кленце в интерьер собора был включён витраж — элемент декора католических церквей. Изображение Воскресшего Спасителя в окне главного алтаря было одобрено Святейшим синодом и лично императором. Над его эскизом работал немецкий художник Генрих Мария фон Хесс, изготовлен под руководством Макса Айнмиллера — главы «Заведения живописи на стекле» при Королевской фарфоровой мануфактуре в Мюнхене. В окне главного алтаря витраж был установлен в 1844 году для демонстрации Николаю I, вскоре был разобран, судя по документальным упоминаниям; в 1847 году он снова занял своё место в окне.

#### Скульптурный декор фасада
Проект монументально-скульптурного оформления экстерьера (четыре горельефа на фронтонах и скульптура по их углам, скульптура аттика и балюстрады купола, барельефы дверей в нишах портиков) был разработан Монферраном в 1839 году. Изобразительная программа была предложена Олениным уже в 1834 году, она была воплощена с некоторыми изменениями. Оставаясь всецело в схеме, определяемой принципами ампира, внешний декор собора выполнен не только в ампирных, но и барочных и ренессансных формах, отразив в себе переходный период, когда классицистические установки уже перестали удовлетворять художников, и на смену им пришли новые декоративно-пластические принципы.
Оленин и скульптор П. Свинцов предлагали привлечь для работы над наружным скульптурным убранством отечественных мастеров. Однако по желанию Николая I два фронтона (северного и восточного портиков) исполнил французский скульптор Лемер. Его работа, по мнению современников, а позднее и исследователей, была не очень удачной, два горельефа других портиков выполнил И. Витали, произведения которого случайно увидел Монферран во время своей поездки в Москву. Фронтоны портиков отливались на заводе Берда в 1840—1845 годах. Статуи 12 апостолов (Витали) венчают фронтоны — три из них — для северного портика — были исполнены гальванопластическим методом на заводе герцога Лейхтенбергского.
Балюстраду купола украшают двадцать четыре статуи ангелов (И. Герман, 1839—1840), держащие различные символы и атрибуты. Моделями для их фигур послужили отливки с античных статуй из Академии художеств.
Наружные двери собора (проект Монферрана, утверждённый 1840 году, создан под влиянием ворот Л. Гиберти для флорентийского Баптистерия Сан-Джованни) поручены по контракту 1845 года И. Витали (помогали скульпторы Р. К. Залеман и А. Н. Беляев). Изготовлены по желанию императора Николая I гальванопластическим методом, руководство процессом (на заводе герцога Лейхтенбергского) было поручено изобретателю метода академику Б. Якоби.

#### Инженерные системы
Изначально здание собора, как и большинство российских церквей той поры, не предполагалось отапливать. Первые печи появились сперва для просушки подвалов: грунтовые воды в значительном количестве поступали в подвалы собора и, в 1841 году для улучшения ситуации их засыпали более чем на полметра, но этого оказалось мало. Монферран предложил поднять пол подвала ещё выше и установить 10 временных печей. После установки печи непрерывно работали в течение 15 дней, но через 3 дня после завершения их работы в подвалах снова появлялась сырость. В 1843 году Комиссия по строительству собора и Монферран пришли к решению, что отапливать следует и подвал и сам собор. В подвалах должны были установить 16 духовых печей и 20 печей должны были поставить в галерее на высоте 28 метров для отопления верхней части собора. В 1845 году Комиссия утвердила установку 24 печей новой формы, вместо предполагавшихся ранее 16.
Воздух из подвала, нагретый 24 печами, по воздуховодам в стенах поступал в зал собора через отдушины на высоте 2,7 метра от пола. Из-за недостаточной мощности системы отопления, на внутренних стенах здания, в особенности во время служб, регулярно образовывались капли воды, иней и сырость. Это вело к постоянным повреждениям внутренней отделки собора. Зимой в холодные периоды температура в здании при максимальной работе печей составляла 8-9 °C. В среднем за 1870-72 годы на отопление ежегодно расходовалось более 600 т берёзовых и сосновых дров. В 1870-е годы был разработан проект модернизации отопления и сооружения искусственной вентиляции, но он не был реализован. В 1914 году был сооружён подъёмник для доставки дров к печам в верхней галерее — до того дрова поднимали вручную по винтовым лестницам. Проект отопления собора 1941 года не был воплощён из-за начала Великой отечественной войны. Работы по сооружению новой системы отопления и искусственной вентиляции с частичным использованием старых воздуховодов по проекту 1953 года были завершены в 1958 году .

#### Стоимость строительства
Общая стоимость сооружения собора с 1818 года до полного окончания работ в 1864 году составила 23,26 млн рублей серебром. Из них стоимость сооружения фундамента составила 2539 тыс. рублей ассигнациями, стоимость 48-ми гранитных колонн портиков с учётом их установки — 2612 тыс. рублей ассигнациями, кладка стен — 2505 тыс. рублей ассигнациями, их облицовка мрамором — ещё 7485 тыс. рублей ассигнациями, стоимость сооружения четырёх фронтонов портиков — 2278 тыс. рублей ассигнациями, крыши — 2445 тыс. рублей ассигнациями.
| год                      | 1818  | 1819  | 1820  | 1821  | 1822  | 1823  | 1824  | 1825  | 1826  | 1827  | 1828  |       |       |
| тыс. рублей ассигнациями | 513,8 | 1104  | 1101  | 1016  | 704,6 | 256,0 | 402,0 | 648,7 | 1091  | 1066  | 946,7 |       |       |
| год                      | 1829  | 1830  | 1831  | 1832  | 1833  | 1834  | 1835  | 1836  | 1837  | 1838  | 1839  |       |       |
| тыс. рублей ассигнациями | 931,0 | 827,6 | 1109  | 1132  | 1024  | 721,7 | 1222  | 1411  | 1724  | 2917  | 3174  |       |       |
| год                      | 1840  | 1841  | 1842  | 1843  | 1844  | 1845  | 1846  | 1847  | 1848  | 1849  | 1850  | 1851  |       |
| тыс. рублей серебром     | 572,6 | 585,5 | 665,0 | 862,9 | 800,0 | 798,7 | 800,5 | 1361  | 1214  | 817,5 | 836,4 | 978,9 |       |
| год                      | 1852  | 1853  | 1854  | 1855  | 1856  | 1857  | 1858  | 1859  | 1860  | 1861  | 1862  | 1863  | 1864  |
| тыс. рублей серебром     | 1074  | 1036  | 491,8 | 445,3 | 473,2 | 876,8 | 540,9 | 159,0 | 115,7 | 117,1 | 162,8 | 193,9 | 122,4 |

#### Освящение
Торжественное освящение собора состоялось в 1858 году, 30 мая, в день памяти преподобного Исаакия Далматского, в присутствии императора Александра II и членов императорской семьи. Были выстроены войска, которых император приветствовал перед началом чина освящения, которое возглавил митрополит Новгородский и Санкт-Петербургский Григорий (Постников). На Петровской и Исаакиевской площадях были устроены трибуны для народа; соседние улицы и крыши ближайших домов были переполнены людьми.
В связи со строительством и освящением собора Александром II была учреждена государственная награда — медаль «В память освящения Исаакиевского собора». Награждались ей лица, принимавшие участие в строительстве, украшении и освящении собора.

### В XIX веке
Через 6 лет после освящения собора и по завершении работы строительной комиссии, в 1864 году, здание собора было передано в ведение Министерства путей сообщения и публичных зданий. При соборе были учреждены должности инспектора и архитектора, а также, для постоянного наблюдения за состоянием собора, было создано специальное «техническо-художественное совещание» из трёх профессоров Академии художеств.
В 1871 году Исаакиевский собор был передан под управление Министерства внутренних дел.
В 1879 году Иоанн Полисадов основал Общество проповедников для кафедры Исаакиевского собора — первое общество такого рода в столице.
В 1883 году статус Исаакиевского собора изменился: собор (как и храм Христа Спасителя в Москве) перешёл в двойное подчинение, ведомству православного исповедания в «хозяйственном отношении», и остался в ведении Министерства внутренних дел в «техническо-художественном» отношении.
В это же время обсуждался вопрос, чтобы передать здание собора в единоличное управление духовного ведомства. Митрополиты обеих столиц выразили согласие, однако ректор Академии художеств Александр Резанов выступил против, заявив, что не допустит ситуации, когда здание, стоившее 15 миллионов рублей и 45 лет труда, остаётся без наблюдения специалистов и «крупной материальной поддержки от правительства». Доводы Резанова приняли во внимание, и оба собора в «техническо-художественном» отношении остались в ведении Министерства внутренних дел. 25 мая 1883 года император Александр III утвердил «мнение Государственного Совета» по двум соборам, в третьей части Полного собрания законов Российской империи этот документ значится под номером 1600 и называется «О порядке заведования кафедральными соборами Исаакиевским в С.-Петербурге и Христа Спасителя в Москве».

### В XX веке
В начале XX века повторно возник вопрос о передаче Исаакиевского собора (и храма Христа Спасителя) в безраздельное управление ведомства православного исповедания. Мотивировалась необходимость такого изменения следующим образом: затруднения в управлении зданиями из-за их двойного подчинения — министерству внутренних дел и духовному ведомству. 28 октября 1908 года этот вопрос рассматривался на заседании Совета министров, и статус соборов опять остался без изменений — двойное подчинение. Кроме того, для выяснения необходимого зданиям ремонта были образованы комиссии, куда вошли представители четырёх министерств — внутренних дел, финансов, ведомства православного вероисповедания и государственного контроля.
На основании декрета об отделении церкви от государства здание собора и церковное имущество было национализировано. В 1918 году здание оказалось в ведении народного комиссариата имуществ республики, а уже в декабре 1919 года было передано в пользование прихожанам собора. Со стороны прихожан договор подписали более 30 человек, по его условию приход бесплатно пользовался собором, но был обязан обеспечивать оплату расходов по текущему содержанию здания (отопление, ремонт, охрана и тому подобное). В мае 1922 года в ходе изъятия церковных ценностей из собора было изъято 48 кг золотых изделий, более 2 тонн серебряных украшений. 29 апреля 1922 года его настоятель протоиерей Леонид Богоявленский был арестован. В марте 1923 года собор перешёл под управление прихожан Православной российской церкви (обновленцев). Договор о пользовании собором с общественной организацией (приходом) из-за ненадлежащего исполнения ими обязанностей был расторгнут; службы прекращены, когда президиум ВЦИК 18 июня 1928 года постановил «оставить здание собора в исключительном пользовании Главнауки в качестве музейного памятника». Оставшиеся имущество храма было продано через Госфонд, а все колокола сняты и переплавлены.
12 апреля 1931 года в соборе был открыт один из первых в Советской России антирелигиозных музеев.
Во время Великой Отечественной войны собор пострадал от бомбёжек, артобстрела, холода и сырости; на стенах и колоннах местами сохранены следы от снарядов. В соборе во время блокады хранились экспонаты музеев из пригородов Ленинграда, а также Музея истории города и Летнего дворца Петра I.
С 1948 года функционирует как музей «Исаакиевский собор». В 1950—1960-х годах проведены реставрационные работы. На куполе устроена смотровая площадка, откуда открывается панорама центральной части города.
С 1931 года по 1986 год внутри храма функционировал маятник Фуко, который благодаря длине нити 98 м наглядно демонстрировал вращение Земли. В настоящее время маятник демонтирован и хранится в подвалах собора.
В 1990 году возобновлены церковные службы, в настоящее время (2017 год) они проходят ежедневно.
3 сентября 1991 года Государственный банк СССР выпустил в обращение памятную монету номиналом 50 рублей с изображением Исаакиевского собора в серии «500-летие единого Русского государства». Монета изготовлена из золота 999-й пробы тиражом 25 000 экземпляров и весом 7,78 г.
Собор находился в ведении Государственного музея-памятника «Исаакиевский собор».
С 1968 по 2002 год директором музея был Георгий Бутиков.

### В XXI веке
Собор находится в ведении Государственного музея-памятника «Исаакиевский собор».
С 2002 года и до января 2008 года директором музея был Николай Нагорский, с 3 июня 2008 года — Николай Буров (бывший глава Комитета по культуре Петербурга).
В 2012 году началось воссоздание колоколов, уничтоженных около 1930 года. Первым в 2012 был отлит колокол весом около 10 тонн. В 2013 году были изготовлены в Воронеже и привезены в Санкт-Петербург 14 колоколов, предназначенные для юго-восточной колокольни. В 2015 году епископ Царскосельский Маркелл освятил последний 16-й колокол обновлённого звукоряда весом около 17 тонн — колокол установили на северо-западной колокольне собора. Во время крестного хода используются все 16 колоколов, установленных на трёх колокольнях собора.
15 июня 2017 года директором музея назначен Юрий Витальевич Мудров.
В 2018 году Исаакиевский собор по итогам голосования выбран православным символом Петербурга

#### Вопрос о передаче собора Русской православной церкви
В 2015 году вопрос о передаче Исаакиевского собора под управление Русской православной церкви (РПЦ) был поднят в третий раз, в середине июля 2015 года митрополит Варсонофий обратился ко властям города с просьбой передать собор в ведение епархии, но получил отказ. Чиновники сослались на то, что в случае передачи собора-музея РПЦ затраты на его содержание лягут на плечи государства. 28 марта 2016 года православные активисты подали иск в суд в связи с отказом передать собор РПЦ. В апреле 2016 года митрополит Варсонофий обратился к председателю Правительства России Дмитрию Медведеву с повторной просьбой о передаче Исаакиевского собора, Спаса на Крови и корпуса Смольного монастыря РПЦ. 10 января 2017 года губернатор Санкт-Петербурга Георгий Полтавченко заявил, что вопрос о передаче Исаакиевского собора в пользование РПЦ решён, но здание полностью сохранит музейно-просветительскую функцию.
Петербургский Союз музейных работников расценил передачу собора РПЦ как ликвидацию музея. Директор музея Николай Буров заявил, что в результате передачи собора работы могут лишиться около 160 сотрудников музея.
28 января 2017 года на Марсовом поле в Петербурге прошли несогласованный митинг горожан против передачи собора РПЦ и одновременно согласованная с мэрией акция горожан — сторонников передачи собора. По разным источникам, в акции против передачи собора приняли участие от 1500 до 5000 человек, в акции сторонников передачи собора — несколько десятков человек.
12 февраля 2017 года горожане после встречи с депутатами городского Законодательного собрания окружили собор двумя живыми кольцами из участников акции, пресса назвала это действие «Синим кольцом».
19 февраля 2017 года состоялся крестный ход, который собрал до 8 тысяч горожан, поддерживающих передачу Исаакиевского собора Русской православной церкви. В шествии участвовали священники, молодёжь приходов Санкт-Петербургской митрополии, учащиеся Духовной академии и других вузов, члены казачьих организаций, православные активисты, прихожане городских храмов, байкеры из мотоклуба «Ночные волки», фанаты футбольного клуба «Зенит».
13 марта 2017 года Смольнинский районный суд Санкт-Петербурга постановил привлечь РПЦ и Министерство культуры в качестве ответчиков по иску группы граждан (Бориса Вишневского и других) к Комитету имущественных отношений Санкт-Петербурга об использовании Исаакиевского собора. 16 марта Смольнинский суд дело прекратил.
14 марта 2017 года вице-губернатор Владимир Кириллов сообщил, что на тот день в администрацию Санкт-Петербурга не поступало официальное обращение РПЦ о передаче Исаакиевского собора в безвозмездное пользование.
3 мая 2017 года губернатор Георгий Полтавченко подтвердил, что Правительство Петербурга так и не получило заявку от РПЦ на передачу в пользование здания Исаакиевского собора.
5 октября 2017 года начата проверка Управления экономической безопасности и противодействия коррупции ГУ МВД России по г. Санкт-Петербургу и Ленинградской области по фактам коррупции и злоупотреблений руководством музея, инициированное Государственной думой РФ.
7 декабря 2018 года митрополит Варсонофий освятил придел Святой Екатерины (до того литургии совершались только в приделе Александра Невского, а по праздникам — на главном престоле).
30 декабря 2018 года распоряжение о порядке передачи Исаакиевского собора в пользование РПЦ на 49 лет, которое было дано 30 декабря 2016 года, утратило силу. Договор с РПЦ должен был быть заключён в течение двух лет с момента издания распоряжения, однако духовное ведомство до сих пор не направило официальную заявку. 29 марта 2019 года РБК, ссылаясь на неназванный источник в правительстве и собеседника, близкого к Минкультуры, опубликовал информацию о том, что «вопрос передачи Исаакиевского собора РПЦ больше не стоит на повестке дня». Позже пресс-служба правительства обратила внимание журналистов, что Исаакиевский собор является собственностью Петербурга, а не федеральным имуществом.
В 2022 году было принято решение о восстановлении росписей «Святой Александр Невский, молящийся перед крестом об освобождении Отечества», «Победа Святого Александра Невского над шведами», «Христианская кончина Святого Александра Невского» и «Перенесение мощей Святого Александра Невского из Владимира в С-Петербург в 1724».

### Настоятели собора
| Настоятели собора за всю историю     | Настоятели собора за всю историю                                  |
| Даты                                 | Настоятель                                                        |
| Первый храм                          |                                                                   |
| ------------------------------------ | ----------------------------------------------------------------- |
| … — …                                | …                                                                 |
| 1721—1727                            | протопоп Алексей Васильев                                         |
| Второй храм                          |                                                                   |
| 1727 — 7 июля 1735                   | протоиерей Иосиф Чедневский (скончался 13 апреля 1736)            |
| 1736—1741                            | протоиерей Василий Терлецкий (1673 — после 1761)                  |
| 1742 — 10 ноября 1744                | протопоп Пётр Яковлев (1704 — 10 ноября 1744)                     |
| 12 января 1745 — 29 декабря 1750     | протоиерей Тимофей Семёнов (скончался 29 декабря 1750)            |
| 1751—1757                            | протоиерей Александр Львов                                        |
| 1757 — 20 октября 1758               | протоиерей Феодор Лукин (скончался 20 октября 1758)               |
| 8 декабря 1758 — 29 октября 1771     | протоиерей Никита Далматов (Долматов) (скончался 29 октября 1771) |
| 1771 — начало 1789                   | протоиерей Иоанн Матфеев                                          |
| 11 февраля 1789 — 16 февраля 1800    | протоиерей Георгий Покорский (1740 — 15 октября 1800)             |
| Третий храм                          |                                                                   |
| 21 мая 1800 — 31 декабря 1829        | протоиерей Михаил Соколов (1762 — 31 декабря 1829)                |
| 1829 — 27 октября 1836               | протоиерей Иаков Воскресенский (30 апреля 1775 — 27 октября 1836) |
| 1836 — 31 октября 1855               | протоиерей Алексей Малов (скончался 31 октября 1855)              |
| Четвёртый храм                       |                                                                   |
| 1858 — 22 декабря 1860               | протоиерей Андрей Окунев (7 августа 1794 — 22 декабря 1860)       |
| 24 декабря 1860 — 9 декабря 1869     | протоиерей Иоанн Колоколов (1799 — 9 декабря 1869)                |
| 30 сентября 1870 — 2 сентября 1884   | протоиерей Пётр Лебедев (13 января 1807 — 2 сентября 1884)        |
| 1884 — 16 февраля 1886               | протоиерей Платон Карашевич (1824 — 16 февраля 1886)              |
| 1886 — 4 октября 1897                | протоиерей Пётр Смирнов (1831—1907)                               |
| 13 октября 1897 — 22 октября 1909    | протоиерей Иоанн Соболев (1829—1909)                              |
| 4 ноября 1909 — 19 февраля 1917      | протоиерей Александр Исполатов (1835—1917)                        |
| 23 февраля 1917 — 3 июля 1919        | протоиерей Николай Смирягин (1839—1919)                           |
| июль 1919 — арестован 29 апреля 1922 | протоиерей Леонид Богоявленский (1871—1937)                       |
| май — 23 июля 1922                   | протоиерей Пётр Балыков (1892 — после 1922)                       |
| июль 1922 — 18 марта 1923            | протоиерей Василий Велтистов (1854 — после 1923)                  |
| март 1923 — июль 1924                | протоиерей Николай Платонов (1889—1942)                           |
| июль 1924 — январь 1925              | протоиерей Павел Чуев (1889 — после 1925)                         |
| 1925                                 | протоиерей Дмитрий Стефанович (1876—1926)                         |
| январь — август 1926                 | протоиерей Александр Боярский (Сегенюк) (1885—1937)               |
| август 1926 — 3 октября 1927         | протоиерей Лев Теодорович (1867 — 1937)                           |
| октябрь 1927 — 9 марта 1928          | протоиерей Пётр Никольский                                        |
| март — 14 июля 1928                  | «архиепископ» Геронтий (Шевлягин), (1893 — после 1934)            |
| 14 июля 1928—1990                    | службы в храме не проводились                                     |
| 1990—2001                            | протоиерей Борис Глебов                                           |
| 2002—2014                            | митрополит Санкт-Петербургский Владимир                           |
| 2014 год — настоящее время           | митрополит Санкт-Петербургский и Ладожский Варсонофий             |

## Здание собора
Высота — 101,5 м, внутренняя площадь — более 4000 м².
1 — западный портик
2 — северный портик
3 — восточный портик
4 — южный портик
5 — алтарь
6 — придел Святой Екатерины
7 — придел Святого Александра Невского
8 — главный иконостас
9 — Царские врата
10 — подкупольные пилоны

### Внешний вид
Исаакиевский собор — выдающийся образец позднего классицизма, называемый также самой поздней постройкой в этом стиле, в котором уже проявляются новые направления (неоренессанс, византийский стиль, эклектика).
Храм пятиглавый с доминирующей центральной полусферической главой и четырьмя малыми главками, завершающими квадратные колокольни. Звонницы располагаются в 4 малых куполах по сторонам большого (в XIX веке для храма было отлито 11 колоколов валдайским мастером И. М. Стуколкиным, самый большой из них весил около 29 тонн). Большой купол увенчан восьмиугольным фонариком. Фасады украшены портиками коринфского ордера — с севера и юга более торжественными, шестнадцатиколонными, выходящими на площади, с востока и запада — восьмиколонными портиками. Главный вход, в нарушение обычая, устроен в западном портике, восточный входа не имеет. Треугольные фронтоны украшены скульптурными группами. Здание прямоугольное в плане, с учётом портиков его абрис представляет собой почти равноконечный крест. Собор стоит на цоколе, стереобате с двумя широкими ступенями. С традицией православной архитектуры здание связывают лишь пятиглавие и центричная планировка.
Высота собора 101,5 м, длина (включая портики) 111,3 м, ширина — 97,6. Наружный диаметр купола 25,8 м, внутренний — 21,8 м. Здание украшает 112 монолитных гранитных колонн разных размеров. Стены облицованы светло-серым рускеальским мрамором, частично плиты облицовки, треснувшие из-за неравномерной осадки здания, были заменены во время реставрационных работ в 1870—1890-х годах мрамором «бардиллио».
Собор является самым высоким сооружением архитектурного комплекса, включающего в себя четыре площади города (Адмиралтейскую, Дворцовую, Исаакиевскую и Сенатскую) и выходящего на севере к Неве. Ось здания, расположенного в глубине Исаакиевской площади, в направлении север-юг совпадает с осью площади. С северной стороны Исаакия располагается Александровский сад, а с противоположной, южной, сквер, который был разбит сразу по завершении строительства собора. Благодаря своему положению собор отлично просматривается со всех сторон, в отдалении скрадываются некоторая диспропорциональность здания и массивность скульптурного декора. Лучший вид (по мнению Никитина) на Исаакий открывается с Университетской набережной на Васильевском острове. Собор возвышается в обрамлении фасада Адмиралтейства с бульваром (слева) и здания Сената и Синода с аркой (справа). Исаакий служит фоном памятнику Петру I, панорама ограничена внизу набережной Невы, а колокольни и золотой купол отражаются в её водах. Своими монументальными формами и благодаря богатству отделки собор возвышается над зданиями площади и даже «подавляет своей архитектурной мощью».

### Скульптура
Более 350 скульптур украшают снаружи здание собора, ведущая тема скульптурного комплекса — прославление Иисуса Христа, сцены из его земной жизни и Страстей Господних. Создателям монументального декора (скульпторы Витали, Клодт, Лемер, Логановский) удалось достичь гармонического единства с масштабом и архитектурными формами здания.

#### Северный фасад
Фраза, помещённая во фризе северного портика, — «Господи, силою твоею возвеселится царь» — может считаться выражением идеи всего сооружения.
Рельеф фронтона северного портика — это «Воскресение Христа» (1839—1843, скульптор Ф. Лемер). В центре композиции — поднявшийся из гроба Христос, справа и слева от него — ангелы, а за ними перепуганные стражники и потрясённые женщины. По праздникам зажигались высокие газовые светильники в углах собора, над аттиком, которые поддерживают коленопреклонённые ангелы (скульптор И. П. Витали). Эти скульптуры композиционно увязывают нижнюю часть собора с возвышающимся над ней куполом.
Статуи, венчающие фронтоны: Апостол Пётр (слева) изображён с ключами от врат царства небесного. Апостол Павел (справа) с мечом, символом его ревностного служения Иисусу Христу. Евангелист Иоанн (в центре) изображён с орлом — символом высокого парения его богословской мысли. Скульптуры в нишах — «Несение креста» (левая ниша) и «Положение во гроб» (правая ниша) — выполнены скульптором П. К. Клодтом.
Двери: (скульптор Витали) «Вход в Иерусалим», «Се человек», «Бичевание Христа», Св. Николай Чудотворец, Преподобный Исаакий Далматский, коленопреклонённые ангелы.
- Апостол Пётр
- Апостол Павел
- Евангелист Иоанн
- Правая ниша «Положение в гроб»
- Северная дверь собора

#### Западный фасад
На фронтоне западного портика — горельеф «Встреча Исаакия Далматского с императором Феодосием», выполненный в 1842—1845 годах скульптором И. П. Витали. Его сюжетом является единение двух ветвей власти — царской и духовной (неслучайно портик обращён в сторону Сената и Синода). Изображённый в центре горельефа Исаакий Далматский с крестом в левой руке другой словно благословляет склонившего голову Феодосия, одетого в доспехи. Слева от императора — его жена Флацилла. Императорская чета ассоциировалась с Николаем I и Александрой Фёдоровной, однако этим двум персонажам не было придано портретного сходства. Ещё левее — две фигуры, в первой из которых улавливается сходство с президентом Академии художеств А. Н. Олениным, а во второй — с министром императорского двора и председателем Комиссии по строительству собора князя П. М. Волконским. В правой части — коленопреклонённые воины. В левом углу горельефа изображена небольшая полуобнажённая фигура с моделью собора в руках — портрет автора проекта Исаакиевского собора О. Монферрана. Надпись по фризу — «Царю царствующих».
Фома (скульптор Витали) — этот апостол изображён с угольником в левой руке (как архитектор), с протянутой вперёд правой рукой, с удивлённым выражением на лице. Он был склонен к маловерию и в воскресение Христа поверил только тогда, когда дотронулся до него. Варфоломей (скульптор Витали) — изображён с крестом и скребком. Марк (скульптор Витали) — евангелист изображён со львом, символизирующим мудрость и отвагу.
Дверь: скульптор Витали: «Нагорная проповедь», «Воскрешение Лазаря», «Исцеление расслабленного», Апостол Пётр, Апостол Павел, Коленопреклонённые ангелы.
- Горельеф с изображением Монферрана
- Фрагмент западного фронтона «Встреча Исаакия Далматского с императором Феодосием»
- Апостол Фома
- Апостол Варфоломей
- Евангелист Марк
- Западная дверь собора, скульптуры в центре
- Западная дверь, рельеф проповеди Христа

#### Южный фасад
На фронтоне южного портика помещён выполненный в 1839—1844 годах скульптором Витали горельеф «Поклонение волхвов». В центре изображена Мария с младенцем, сидящая на троне. Её окружают пришедшие на поклонение волхвы, среди них выделяются фигуры месопотамского и эфиопского царей. Справа от Марии, склонив голову, стоит Иосиф. В левой части изображён старик с ребёнком, в руках ребёнка — небольшой ларец с подношениями. В фигурах старика с ребёнком, месопотамского и эфиопского царей, раба-эфиопа видны индивидуальные особенности; сохранилось свидетельство о том, что их лепили с натурщиков. Надпись по фризу — «Храм мой храм молитвы наречётся». Андрей (скульптор Витали) — в России он считается покровителем флота. Филипп (скульптор Витали). Матфей (скульптор Витали) — евангелист изображён в момент работы, с ангелом за спиной, символом чистоты деяний и помыслов.
Левая ниша — «Благовещение» (скульптор А. В. Логановский)
Правая ниша — «Избиение младенцев» (скульптор А. В. Логановский)
Двери: скульптор Витали: «Сретение», «Бегство в Египет», «Христос объясняет св. писание в храме», Александр Невский, Архангел Михаил, Коленопреклонённые ангелы.
- Левая ниша. «Благовещение»
- Апостол Андрей
- Апостол Филипп
- Апостол Матфей
- Правая ниша. «Избиение младенцев»
- Южные двери

#### Восточный фасад
На горельефе восточного портика, обращённого в сторону Невского проспекта: «Исаакий Далматский останавливает императора Валента» (1841—1845, скульптор Лемер). В центре горельефа — Исаакий Далматский преграждает путь императору Валенту, предсказывая ему скорую гибель, опытный воин, царствовавший до Феодосия, был покровителем ариан, учение которых представляло собой попытку пересмотра христианского учения. Исаакий Далматский, последователь христиан, был посажен в темницу (на горельефе изображён момент, когда воины цепями сковывают ему руки), и освободил его лишь Феодосий, последователь христианского учения. Надпись по фризу: «На Тя Господи уповахом, да не постыдимся во веки».
Иаков (скульптор Витали) — брат евангелиста Иоанна. Симон (скульптор Витали) — изображён с пилой. Этот апостол просветил учением Христовым Африку, по другому преданию — Британские острова, Вавилонию, Персию, и был распят на кресте. Пила — символ мучений, которые довелось испытать всем апостолам.
Лука (скульптор Витали) — евангелист изображён с тельцом, символизирующим святость завета. Он проповедовал в Ливии, Египте, Македонии, Италии и Греции и по одной версии мирно скончался в 80-летнем возрасте; по другой — принял мученическую смерть и за неимением креста был повешен на оливковом дереве.
- Апостол Иаков
- Апостол Симон
- Евангелист Лука

#### Колоннада
На высоте 43 метров над землёй вокруг барабана купола расположена открытая для посещения колоннада, состоящая из 24 колонн, длиной 14 метров и массой до 67 тонн. В барабане имеется 12 окон. На колоннаду ведут две винтовые лестницы в 200 ступеней и оттуда открывается панорама города. Там же находится железная винтовая лестница, ведущая на верхнюю колоннаду, доступную только для обслуживающего персонала. Вход на колоннаду осуществляется с южной стороны собора, а выход — с северной.

### Интерьер
Здание собора — крестово-купольного типа. В соборе три алтаря, главный посвящён Исаакию Далматскому, левый — Великомученице Екатерине, правый — благоверному Александру Невскому. Его внутреннее пространство, разделённое на три нефа, не производит впечатления цельности — оно создаётся не архитектурными средствами, а декоративным оформлением. В проекте отделки интерьера Монферран отводил главное место не сплошной росписи стен, как это было принято в православных храмах, а отделке больших поверхностей мрамором различных цветов. Таким образом внимание зрителя должно было сфокусироваться на росписях плафона купола, парусов сводов. В оформлении интерьера сочетались традиции византийская, Возрождения, барочная и современные западноевропейские (итальянская и французская).
Стены облицованы белым итальянским мрамором, низ стен — чёрным сланцем, колонны и пилястры — светло-розовым и вишнёвым тивдийским. В декоре интерьера использованы и мраморы насыщенных цветов (зелёный, красный, жёлтый, ярко-красный с белыми включениями), соломенская брекчия. Пол облицован плитами светло- и тёмно-серого рускеальского мрамора, а также розовым и вишнёво-красным тивдийским. Резной иконостас выполнен из белого мрамора, отделан малахитом и бадахшанским лазуритом. Нижняя его часть облицована шокшинским малиновым кварцитом, из этого же материала сделаны ступени, ведущие к алтарю.
Ключевую роль в создании художественного образа и смыслового единства, как и в католическом храме, здесь играет скульптурное оформление интерьера. Однако, в отличие от католического храма, где традиционное художественно-пластическое оформление складывалось веками, скульптурный комплекс интерьера Исаакия не сложился в цельный ансамбль, он создан под влиянием нескольких стилей и распадается на несколько групп с разной художественной ценностью. Наиболее удачным искусствоведами признаётся убранство барабана главного купола, решённое в духе итальянского Возрождения. Двенадцать ангелов-кариатид с удлинёнными пропорциями фигур подчёркивают вертикальное членение барабана, между ними помещены картины с изображениями апостолов. Использовав один и тот же тип, Витали, постоянно изменяя его, придавая фигурам динамичные позы, сумел избежать однообразия. Скульптурное оформление сводов (здесь уже образцом послужили произведения итальянского барокко), несмотря на высокое мастерство исполнения, вышло не таким органичным: связь его со внутренней архитектурой весьма слабая. Массивная скульптура, дополненная сложным ампирным орнаментом, вкупе с люстрами визуально понижает своды.
Скульптурное оформление трёх внутренних дверей собора по рисункам Монферрана исполнено Витали и Р. Залеманом. Причём Витали отклонился от традиции и придал изображениям святых характерные портретные черты, напоминающие наброски рабочих, которые скульптор делал на строительной площадке.
В интерьер православного храма был введён витраж — изначально элемент убранства католических церквей. Его площадь составляет 28,5 квадратных метров, высота 9,5 метров, детали скреплены свинцовыми пайками. Изображение Воскресения Христа является ключевым памятником в истории витражного искусства в России. Появление в кафедральном храме столицы стеклянной картины произошло в результате взаимодействия западной и восточной христианских традиций, своеобразного синтеза фигуративного католического витража и запрестольной православной иконы. Появление витража в главном храме России ввело этот вид монументального искусства в систему оформления православных церквей страны. Изображение Воскресшего Спасителя на алтарном окне Исаакиевского собора стало иконографическим образцом для многих витражей в храмах России, как в XIX веке, так и в наше время.
В Исаакиевском соборе представлено уникальное собрание монументальной живописи первой половины XIX века — 150 панно и картин.
- Панорама внутреннего убранства собора

## Оценки современниками. Исследования. Искусствоведческая критика
Труды, посвящённые собору и публиковавшиеся до конца XIX века, в основном лишь описывали историю собора, его проектирования и строительства и святыни, хранящиеся в нём. Искусствоведческой критики как таковой в то время не было. Обычно авторы отмечали один недостаток здания — его недостаточную освещённость (особенно в северной и юго-западной части), из-за которой было невозможно рассмотреть живопись верхних ярусов. В отдельном корпусе изданий Исаакиевский собор рассматривается только лишь как культовое сооружение. Среди них — серия, выпускавшаяся старостой собора Богдановичем «Кафедра Исаакиевского собора», книги протоиерея Смирнова и другие. Тема слияния двух властей светской и церковной, воплощением которой представлялся храм, проводится в работах «Царствование Николая I» и А. П. Узанова.
Начало искусствоведческому анализу сооружения было положено во второй половине XIX века. В 1865 году выпущено описание Исаакиевского собора с рисунками и планами, составленное по официальным документам священником собора В. Серафимовым, которое потом переиздавалось. В последующем вышли работы Петра Гнедича («История искусств с древнейших времён», 1885) и Владимира Стасова. Гнедич прямо об Исаакиевском соборе не говорит, однако в его книге две из пяти иллюстраций изображают внешний вид собора и его интерьер. Рядом с изображением Исаакия расположен текст, где Гнедич рассуждает о «ложноклассическом стиле» — поверхностном подражании «плохим позднеримским образцам», переносе лишь наружных форм без глубокого понимания сути классического античного искусства.
Первым, кто критически отозвался об Исаакиевском соборе, был Стасов, назвавший его «сухой и невозможной постройкой с массой недостатков». Его во многом спорные суждения дали, тем не менее, направление к изучению и оценке здания с искусствоведческой точки зрения.
Искусствоведческий анализ собора был представлен в незаконченной «Истории русского искусства» (1910—1913) под редакцией живописца и историка Игоря Грабаря. Грабарь считал, что первоначальный проект собора, известный в то время по сохранившейся модели, был значительно лучше окончательного варианта здания. Поздние элементы декора — сложные роскошные наличники пролётов и дверей, тяжёлые по рисунку ангелы с факелами, пилястры с раскреповкой — относились к так называемому Николаевскому классицизму, а в эпоху Александра I подобная архитектура «казалась бы слишком мещанской». Неудачной с художественной точки зрения была названа также композиция пятиглавия собора, для исправления которой архитектор, желая связать малые купола с основным корпусом, придумал приём четырёх выступов в плане, на которые и поставил купола. Лучше всего, по мнению Грабаря, Монферрану удались внушительные портики с грандиозными гранитными колоннами.
После революции 1917 года в литературе Исаакиевский собор представлялся «очагом мракобесия». Работы В. А. Беляева, Е. И. Востокова, Л. Финна, выдержанные в подобном духе, не являются научными и интересны лишь как свидетельства времени.
Искусствовед Алексей Некрасов в монографии «Русский ампир» (1935) хотя и относил собор к позднему ампиру, отмечал общую эклектичность постройки: главный купол исследователь сравнивал с куполом церкви Святого Николая в Потсдаме архитектора Карла Шинкеля; западный фронтон, напоминавший пропорциями классицизм, Некрасов считал перегруженным скульптурным оформлением настолько, что даже для поддерживающих его мощных колонн он казался чрезмерно тяжёлым; в деталях собора автор находил пышность архитектуры ренессанса, но отмечал их несогласованность между собой, а пятикупольную систему называл далёкой от компактности и выразительности храмов Василия Стасова. По мнению Некрасова, значение собора для архитектуры России лежало в плоскости живописности его отдельных частей, как в экстерьере, так и в интерьере.
В 1939 году была опубликована монография Н. П. Никитина, хранителя и реставратора собора, «Огюст Монферран. Проектирование и строительство Исаакиевского собора и Александровской колонны». Современный исследователь творчества Огюста Монферрана Валерий Шуйский считал, что книга Никитина написана «с позиции господствовавшей в советское время вульгарной социологии и непримиримой борьбы с космополитизмом». Первоначальный авторский текст монографии, сохранившийся в виде линотипа, ставит суждение Шуйского под сомнение. Работа Никитина легла в основу экскурсионной работы музея в соборе в советское время. В 1940 и 1945 годах реставратор на основе своих исследований защитил диссертации «Неравномерная осадка и деформация здания Антирелигиозного музея (б. Исаакиевский собор)» и «Огюст Монферран. Проектирование и строительство Исаакиевского собора и Александровской колонны».
Искусствоведы Наталья Евсина и Николай Хомутецкий в капитальном советском исследовании «История русского искусства» отмечали, что здание собора, задуманное в период расцвета русского классицизма, сооружалось в те времена, когда данный стиль из прогрессивного превратился в реакционный, и в силу этого храм хотя и принадлежал к числу самых крупных, сложных и интересных сооружений, завершивших развитие классицизма в России, в то же время в его архитектуре проявились недостатки, характерные для произведений периода второй трети XIX века. На примере Исаакиевского собора можно увидеть, как к середине столетия исказились представления о монументальности архитектуры зданий: на смену строгости и благородной простоте начала века пришло стремление к помпезности, выразившееся в перегруженности фасадов декором, усложнении пластики стен, чрезмерном обогащении убранства интерьера. Вместе с тем, исследователи отмечали положительный эффект от сооружения грандиозного собора на развитие русской архитектурной школы, давшего толчок развитию строительной техники и обучению многочисленных строителей и архитекторов.
Историки архитектуры Татьяна Славина и Владимир Пилявский писали, что главным достоинством собора являлась «коллегиальность творческого процесса»: «здесь торжествует не столько замысел, сколько его реализация». Размаху строительства соответствовал беспрецедентный объём технических работ, ставший полигоном для испытания и внедрения новейших технологий. Исследователи писали, что в целом Исаакиевский собор, «превосходно отвечающий критерию „великолепия“, достойно завершил собой поиски соответствующей духу Российской империи архитектурной образности, которые вели несколько поколений российских зодчих».

## Состояние и реставрации здания
Уже в 1841 году сам Монферран отмечал, что из-за неравномерной осадки в мраморных плитах, которыми были обшиты стены, в местах соединения колоколен со стеной появились трещины. Впрочем, Монферран докладывал Комиссии, что осадка здания уже прекратилась. Более серьёзными оказались изменения, коснувшиеся колонн, — осевшие колокольни «потянули за собою весь фронтон» (Никитин), и колонны, связанные с архитравом, отклонились от вертикали. У тех, чьё отклонение было достаточно большим, по его направлению появились трещины в нижней части стержней, а с противоположной стороны основания стержней колонны (постели) поднялись вверх. Вернуть колоннам первоначальное положение было невозможно, и, чтобы обеспечить работу всей постели, Монферран в образовавшиеся зазоры между постелями и гранитными болванками решил забить медные клинья. Для скрытия клиньев и трещин в полочке на верхний валик бронзовой базы колонны надевалась бронзовая же галтель.
Был создан специальный комитет для наблюдения за ходом осадки, однако никаких измерений появлявшихся деформаций не проводилось. В 1846 году комитет объявил, что осадка не повлияла на прочность собора, и что её процесс завершился. Однако мраморная облицовка фасадов продолжала лопаться, колонны отклонялись от вертикали (максимальный размер отклонений составил 160 мм), к тому же с карниза начали падать мраморные модильоны. В 1873 году, когда из-за изменения первоначального положения треснули архитравы, было решено провести капитальный ремонт собора. Колоннам было придано вертикальное положение, для чего устроили леса, принявшие нагрузку антаблементов с фронтонами, сняты бронзовые капители и срублены верхние части колонн. Были также заменены треснувшие облицовочные плиты из рускеальского мрамора на фасаде. Ремонтные работы были завершены к 1898 году. В своём докладе на III съезде зодчих (1900) их руководитель Е. Сабанеев подробно описал ход работ и отметил в завершение, что осадка здания согласно многолетним наблюдениям прекратилась, а значит, колонны более не должны изменять своего положения.
Через некоторое время стало ясно, что неравномерная осадка здания продолжается. В 1927 году Н. П. Никитин, который наблюдал за состоянием собора с 1918 года, провёл инструментальную съёмку деформаций. Никитин определил отклонения колонн портиков от вертикали, направление и величину осадки фундаментов (наиболее равномерной она оказалась у частей, оставшихся от постройки Ринальди) главного корпуса, провёл нивелировку пола собора и портиков, верхней чугунной балюстрады и баз круглого гранитного портика, а также прокладных рядов в нишах пилонов — там, где они не закрыты мраморной облицовкой. Осадочное движение здания, по результатам съёмки, шло в направлении с востока на запад и с севера на юг (центральная часть) и с юго-востока на северо-запад (пилоны, чугунная балюстрада, базы гранитного портика). Наибольшее отклонение было обнаружено у колонн, заделанных в колокольни. Были отремонтированы основания колонн, для этого пришлось распилить и снять их бронзовые базы. Отколовшиеся куски гранита были удалены, трещины промыты и залиты цементным раствором, зазоры между основанием и базой колонн забетонированы, основания стянуты железными хомутами.
В 1939 году была проведена очередная инструментальная съёмка, оказалось, что изменения в отклонениях по вертикали осей колонн и углов зданий по сравнению с 1927 годом были ничтожными. В 1941—1942 годах в результате нивелировки сводов верхнего перекрытия были определены причины их деформации, своды были укреплены. Гораздо более серьёзной проблемой реставраторам представлялось состояние несущих конструкций — в 1950 году были вскрыты их значительные старые повреждения. Предстояло выяснить, насколько они опасны, и разработать методы их ликвидации. В 1953 году исследованием основных несущих конструкций занялись специалисты Ленинградского политехнического института.
Специалисты института пришли к выводу, что основание собора находится в стабильном состоянии, состояние кладки фундаментов определялось как «вполне хорошее», деревянные сваи не могли быть подвержены гниению, так как уровень их головок находился ниже уровня грунтовых вод. Прочность свай была проверена расчётом напряжений в их сечениях и признана достаточной.
Ещё одной серьёзной задачей стало определение прочности пилонов и характера деформаций (трещин), которые были обнаружены в их нишах. В 1910 году академик М. Преображенский выполнил статический расчёт, согласно которому напряжение в вертикальной части пилонов было в три раза более допустимого. Профессор П. И. Дмитриев, сделав свой расчёт в том же 1910 году, пришёл к выводу, что напряжение пилонов превышает допустимое для кирпичной кладки. В 1953 году комиссия Политехнического института обследовала пилоны, произвела новые статические расчёты и подтвердила выводы о том, что центральные пилоны перенапряжены. Было предложено несколько проектов увеличения прочности несущих конструкций. Однако из-за возникших в дальнейшем сомнений в том, что последние находятся в аварийном состоянии, ни один из проектов не был реализован. С 1965 по 1966 год пилоны (в том числе пристенные) были обследованы неразрушающими методами. Трещины, обнаруженные ранее, не являлись сквозными (их глубина колебалась от 20 до 100 см), а прочность кирпичной кладки в местах камер и ниш была признана достаточной для обеспечения дальнейшей надёжной эксплуатации здания. Причинами появления трещин в пилонах были признаны «физико-механические свойства кирпичной кладки и гранитных прокладных рядов», а также воздействие микроклимата помещения собора.

## Документалистика
- ГТРК «Санкт-Петербург». ВГТРК (2017) [2017-06-25]. «И не дышать над вашим чудом, Монферран…» Исаакиевский собор (документальный фильм). Россия-Культура. 70-летию начала послевоенной реставрации Исаакиевского собора посвящается.